# Holocola zopherana
Holocola zopherana es una especie de polilla del género Holocola, tribu Eucosmini, familia Tortricidae. Fue descrita científicamente por Meyrick en 1881.

## Descripción
La envergadura es de 12,5 milímetros.

## Distribución
Se distribuye por Australia.